# Élections générales espagnoles d'avril 2019 en Estrémadure
Les élections générales espagnoles d'avril 2019 (en espagnol : Elecciones generales de España de abril de 2019) se sont tenues le dimanche 28 avril 2019 afin d'élire les 350 députés et 208 des 266 sénateurs de la XIIIe législature des Cortes Generales. 10 députés sont élus en Estrémadure.

## Résultats
| Parti                  | Parti                                                   | Voix    | %     | +/-   | Sièges | +/-           |  |
| ---------------------- | ------------------------------------------------------- | ------- | ----- | ----- | ------ | ------------- |  |
|                        | Parti socialiste ouvrier espagnol (PSOE)                | 250 180 | 38,07 | 3,53  | 5      | 1             |  |
|                        | Parti populaire (PP)                                    | 140 473 | 21,38 | 18,52 | 2      | 3             |  |
|                        | Ciudadanos (Cs)                                         | 118 035 | 17,96 | 7,42  | 2      | 2             |  |
|                        | Vox                                                     | 70 793  | 10,77 | 10,60 | 1      | 1             |  |
|                        | Unidas Podemos (UP)                                     | 62 544  | 9,52  | 3,56  | 0      | 1             |  |
|                        | Parti animaliste contre la maltraitance animale (PACMA) | 4 662   | 0,71  | 0,02  | 0      | en stagnation |  |
|                        | Coalition estrémadurienne (CEx)                         | 2 150   | 0,33  | Abs.  | 0      | en stagnation |  |
|                        | Actúa                                                   | 1 488   | 0,23  | Nv.   | 0      | en stagnation |  |
|                        | Recortes Cero-Grupo Verde (RC-GV)                       | 856     | 0,13  | 0,04  | 0      | en stagnation |  |
|                        | Autres partis                                           | 750     | 0,12  | -     | 0      | -             |  |
|                        | Vote blanc                                              | 5 194   | 0,79  | 0,10  |        |               |  |
|                        |                                                         |         |       |       |        |               |  |
| Suffrages exprimés     | Suffrages exprimés                                      | 657 125 | 98,37 |       |        |               |  |
| Votes nuls             | Votes nuls                                              | 10 873  | 1,63  |       |        |               |  |
| Total                  | Total                                                   | 667 998 | 100   | -     | 10     | en stagnation |  |
| Abstention             | Abstention                                              | 232 604 | 25,83 |       |        |               |  |
| Inscrits/Participation | Inscrits/Participation                                  | 900 602 | 74,17 |       |        |               |  |

### Résultats par provinces

#### Badajoz
| Parti                  | Parti                                                   | Voix    | %     | +/-   | Sièges | +/-           |  |
| ---------------------- | ------------------------------------------------------- | ------- | ----- | ----- | ------ | ------------- |  |
|                        | Parti socialiste ouvrier espagnol (PSOE)                | 157 164 | 38,48 | 3,19  | 3      | 1             |  |
|                        | Parti populaire (PP)                                    | 83 278  | 20,39 | 19,19 | 1      | 2             |  |
|                        | Ciudadanos (Cs)                                         | 75 583  | 18,51 | 7,82  | 1      | 1             |  |
|                        | Vox                                                     | 44 890  | 10,99 | 10,83 | 1      | 1             |  |
|                        | Unidas Podemos (UP)                                     | 38 252  | 9,37  | 3,11  | 0      | 1             |  |
|                        | Parti animaliste contre la maltraitance animale (PACMA) | 2 938   | 0,72  | 0,01  | 0      | en stagnation |  |
|                        | Coalition estrémadurienne (CEx)                         | 920     | 0,23  | Abs.  | 0      | en stagnation |  |
|                        | Actúa                                                   | 745     | 0,18  | Nv.   | 0      | en stagnation |  |
|                        | Recortes Cero-Grupo Verde (RC-GV)                       | 449     | 0,11  | 0,05  | 0      | en stagnation |  |
|                        | Pour un monde + juste (PUM+J)                           | 442     | 0,11  | Nv.   | 0      | en stagnation |  |
|                        | Organisation de défense du Public (ODP)                 | 308     | 0,08  | Nv.   | 0      | en stagnation |  |
|                        | Vote blanc                                              | 3 424   | 0,84  | 0,12  |        |               |  |
|                        |                                                         |         |       |       |        |               |  |
| Suffrages exprimés     | Suffrages exprimés                                      | 408 393 | 98,42 |       |        |               |  |
| Votes nuls             | Votes nuls                                              | 6 547   | 1,58  |       |        |               |  |
| Total                  | Total                                                   | 414 940 | 100   | -     | 6      | en stagnation |  |
| Abstention             | Abstention                                              | 140 507 | 25,30 |       |        |               |  |
| Inscrits/Participation | Inscrits/Participation                                  | 555 447 | 74,70 |       |        |               |  |

#### Cáceres
| Parti                  | Parti                                                   | Voix    | %     | +/-   | Sièges | +/-           |  |
| ---------------------- | ------------------------------------------------------- | ------- | ----- | ----- | ------ | ------------- |  |
|                        | Parti socialiste ouvrier espagnol (PSOE)                | 93 016  | 37,40 | 4,05  | 2      | en stagnation |  |
|                        | Parti populaire (PP)                                    | 57 195  | 22,99 | 17,41 | 1      | 1             |  |
|                        | Ciudadanos (Cs)                                         | 42 452  | 17,07 | 6,76  | 1      | 1             |  |
|                        | Vox                                                     | 25 903  | 10,41 | 10,24 | 0      | en stagnation |  |
|                        | Unidas Podemos (UP)                                     | 24 292  | 9,77  | 4,27  | 0      | en stagnation |  |
|                        | Parti animaliste contre la maltraitance animale (PACMA) | 1 724   | 0,69  | 0,03  | 0      | en stagnation |  |
|                        | Coalition estrémadurienne (CEx)                         | 1 230   | 0,49  | Abs.  | 0      | en stagnation |  |
|                        | Actúa                                                   | 743     | 0,30  | Nv.   | 0      | en stagnation |  |
|                        | Recortes Cero-Grupo Verde (RC-GV)                       | 407     | 0,16  | 0,03  | 0      | en stagnation |  |
|                        | Vote blanc                                              | 1 770   | 0,71  | 0,06  |        |               |  |
|                        |                                                         |         |       |       |        |               |  |
| Suffrages exprimés     | Suffrages exprimés                                      | 248 732 | 98,29 |       |        |               |  |
| Votes nuls             | Votes nuls                                              | 4 326   | 1,71  |       |        |               |  |
| Total                  | Total                                                   | 253 058 | 100   | -     | 4      | en stagnation |  |
| Abstention             | Abstention                                              | 92 097  | 26,68 |       |        |               |  |
| Inscrits/Participation | Inscrits/Participation                                  | 345 155 | 73,32 |       |        |               |  |